# Zero en conducta
Zero en conducta (títol original en francès, Zéro de conduite: Jeunes diables au collège) és un migmetratge francès de 1933 escrit i dirigit per Jean Vigo. La pel·lícula es va estrenar a França el 7 d'abril de 1933, però el seu pas per les sales va ser efímer perquè al cap de pocs dies fou censurada fins al cap de 13 anys de la seva estrena, el 15 de febrer de 1946. El film està basat en un passatge autobiogràfic del propi director, ja que durant la seva adolescència va viure al llarg de 4 anys en un internat de Nimes a causa de la mort del seu pare, Miguel Almereyda, un anarquista català assassinat a la presó.

## Argument
El punt de partida del film és la tornada de vacances dels alumnes a l'internat on estudien i viuen durant el curs. Així doncs, el film s'inicia amb dos nois en el seu compartiment de tren, en un trajecte que els durà fins a l'internat. Quan hi arriben, un dels supervisors, molt seriós, col·loca els nois en fila i els ordena que es dirigeixin al dormitori per instal·lar-s'hi de nou. Ja al dormitori, els nens riuen, juguen i fan disbauxa fins que arriba un supervisor, moment en què tots es posen drets, ben rectes i en silenci. Aquest els ordena que vagin a dormir i tots van als seus respectius llits. El supervisor en cap dorm a la mateixa habitació que ells, en un llit envoltat per cortines, per tal de mantenir una distància i separació amb els alumnes. Tres dels alumnes, Caussat, Colin i Bruel, segueixen xerrant en veu baixa i el supervisor, com a escarment, els obliga a estar dempeus i en silenci durant una bona estona davant del seu llit, i posteriorment els diu que el següent diumenge estan castigats sense sortir. Com a conseqüència, els nois decideixen planejar una rebel·lió dels alumnes contra les autoritats de l'escola el dia de la festa del col·legi, a la qual s'hi suma tot l'alumnat, cansat de la rigidesa i la mà dura amb la qual conviuen cada dia. Passen els dies i segueixen els càstigs, la crueltat dels supervisors i la seva actitud estricta. La René Tabard, l'única alumna que apareix en el film, comença a portar-se amb en Caussat, en Colin i en Bruel i inicien una maca relació d'amistat. Però veient això, el director de l'escola, un home que pateix de nanisme, la crida al seu despatx per parlar amb ella i li aconsella, gairebé a manera d'obligació, que no s'ajunti amb els tres nois, però ella en fa cas omís. Més tard, mentre estan fent classe d'anatomia, el professor, un home obès amb bigoti, s'acosta a la René, que està moixa, aguantant-se el cap amb les mans i la mirada baixa. La comença a grapejar, tocant-li el cap, el braç i les mans, i ella, sentint-se assetjada, l'engega a dida. A la següent classe, el director acudeix a l'aula juntament amb el professor d'anatomia i els dos supervisors, i davant de tota la classe li explica a la René que el consell escolar ha decidit perdonar-la, però ha d'abjurar públicament del seu insult i demanar disculpes al professor. Com a resposta, i rebel·lant-se individualment, la René contesta: “Sr. Professor, a la merda!”.
Aquella nit, els alumnes acaben de planejar el seu complot per a l'endemà, que és la festa de l'escola, i comencen ja la seva particular rebel·lió. Quan la nit ja és ben entrada i el supervisor està profundament adormit, els nois el lliguen al llit i aixequen el jaç, de forma que sembla que l'home estigui crucificat. Comencen llavors una guerra de coixins, ralentitzada en càmera lenta en el muntatge final, amb l'aire ple de plomes dels coixins trencats, i la situació deriva en un veritable desgavell i batalla campal. Un dels nois, realitzant una acrobàcia, puja a una cadira que els seus companys porten com si fos un tron, conformant tota una declaració d'intencions. L'endemà al matí, doncs, la celebració del col·legi, que compta amb la presència de professors, pares, el director i alts càrrecs, així com de bombers que realitzen exercicis gimnàstics, és sabotejada pels alumnes. El quartet protagonista, format per en Caussat, en Bruel, en Colin i la René, llança llibres de text i tot tipus d'objectes al pati on estan asseguts els assitents a l'acte des de la teulada de l'escola, i hissen una bandera pirata. Els assitents a la solemnitat es cobreixen els caps per no rebre impactes i molts marxen corrents, desfermant-se un caos. Des del pati, la resta d'alumnes s'uneix a la revolta. Algunes de les autoritats presents es dirigeixen cap a la teulada per atrapar als quatre líders de la revolta de l'alumnat, però el quartet de joves s'allunya victoriós, caminant per la teulada de l'escola, i havent culminat la seva llibertat.

## Repartiment[6]
- Gilbert Pruchon com a Colin
- Louis Lefebvre com a Caussat
- Constantin Goldstein-Kehler com a Bruel
- Gérard de Bédarieux com a René Tabard
- Jean Dasté com a supervisor Huguet
- Robert le Flon com a supervisor Pète-Sec
- Du Verron com a supervisor general Bec-de-Gaz
- Delphin com a director de l'escola
- Léon Larive com a professor d'anatomia
- Madame Émile com a Mare Mongetes
- Louis de Gonzague com a prefecte
- Raphaël Diligent com a bomber

## Lectura del film i censura
El film va ocasionar tanta polèmica i controvèrsia en l'època que va ser prohibit a França fins al 1946, 13 anys després de la seva estrena, principalment pel fet que va ser acusat de sediciós i de mostrar un suposat missatge antipatriòtic.
La severitat tradicional del sistema escolar francès deixà una empremta inesborrable en Vigo que queda reflectida en el film, basat en els seus records i la seva experiència a l'internat. Vigo fa en aquest migmetratge un informe sobre la vida en un internat francès de l'època, un estudi de la psicologia infantil, un feroç atac contra les escoles i un relat autobiogràfic que advoca per la llibertat en l'educació. Els adults, sense arguments, es converteixen en perdedors, en éssers indefensos, qüestionats i jutjats pels joves. És una crítica frontal a un sistema educatiu basat en el càstig, la disciplina rígida i la permanent frustració sense expectatives de millora. En aquest context d'un règim escolar estricte i autoritari en el qual els professors abusen de la seva autoritat de forma cruel i arbitrària, veiem als nens sotmesos al martiri del tedi i la momificació del coneixement. En aquest ambient es genera la rebel·lia com a única forma d'escapatòria possible i com a últim recurs per ser escoltats, quan els alumnes s'aixequen contra els professors per combatre l'autoritarisme mitjançant la ironia i la burla, sense armes, només amb la seva creativitat i desig de ser nens. Per tant, la pel·lícula és una obra fora de la seva època, que resulta molt precursora per allò al que el públic pot considerar-se preparat per tolerar. Sense cap mena de dubte, és una aposta transgressora per als primers anys trenta a Europa, amb una dura i àcida crítica al sistema escolar vigent i al conformisme i la hipocresia religiosa. En definitiva, és un cant a la rebel·lió contra la imposició sense sentit i una nostàlgica mirada a la infantesa i al seu idealisme, que sorgeix espontàniament dels nens, els quals no estan condicionats encara per la societat conformista.
Per acabar, el film va ésser també censurat per un altre motiu, i és que en la cèlebre escena de la batalla de coixins del tram final del metratge, hi ha un moment en què un dels nois fa una acrobàcia per pujar a una cadira que els seus companys agafen a l'aire, se li aixeca la camisa de dormir i és possible veure el seu sexe durant uns instants. L'explicitat sexual en pantalla estava totalment prohibida, i aquesta escena mostra un nu frontal i integral, quelcom inacceptable en l'època.

## Influència
François Truffaut era un gran admirador del cinema de Vigo, i va arribar a dir que aquesta pel·lícula era el més poderós i autèntic retrat de la infància que s'havia filmat mai. Truffaut li va rendir un clar homenatge en la seva pel·lícula Els 400 cops, de 1959, copiant gairebé fotograma a fotograma una escena en la qual una línia d'escolars que corren per París va perdent un a un els seus membres a causa de les atraccions de la ciutat.
A més a més, la pel·lícula If..., dirigida pel britànic Lindsay Anderson l'any 1968, està basada en el film de Vigo, i n'és el seu remake. El film anglès tracta també sobre un grup d'alumnes d'un internat que es rebel·la contra el professorat i la direcció del centre, els quals mantenen una rígida disciplina que sovint deriva en el maltractament físic.